# Jimmy Lidberg
Jimmy Lidberg (n. 13 aprilie 1982, Stockholm, Suedia) este un luptător ce a reprezentat Suedia, medaliat olimpic. A participat la o ediție a Jocurilor Olimpice (2012) în care a câștigat o medalie de bronz.

## Participări
Lista de mai jos prezintă principalele competiții la care a participat Jimmy Lidberg de-a lungul carierei.
- wrestling at the 2012 Summer Olympics – men's Greco-Roman 96 kg[*]